# 天主教伊塔布纳教区
天主教伊塔布納教區（拉丁語：Dioecesis Itabunensis），是巴西一個天主教教區，包括巴伊亞州東南部十八市，屬薩爾瓦多總教區。
教區成立於1978年11月7日，2006年有教友536,253人，佔總人口84.6%。有三十二個堂區、司鐸三十二人。現任教區主教為切斯瓦夫·斯塔魯拉。